# Józef Wiktor (samorządowiec)
Józef Antoni Wiktor (ur. 1 lutego 1942 we Frycowej) – polski polityk i samorządowiec, wojewoda nowosądecki (1989–1992), prezydent Nowego Sącza (2002–2006).

## Życiorys
Absolwent matematyki w Wyższej Szkole Pedagogicznej w Rzeszowie. Pracował jako nauczyciel w Tymbarku. W latach 1989–1992 sprawował funkcję wojewody nowosądeckiego. Następnie był m.in. dyrektorem nowosądeckiego oddziału banku BPH. W 2002 został wybrany na prezydenta Nowego Sącza z ramienia koalicji SLD-UP, nie należąc do partii (w wyborach pokonał byłego prezydenta Andrzeja Czerwińskiego). Cztery lata później nie ubiegał się o reelekcję, bez powodzenia kandydował natomiast do sejmiku z listy Lewicy i Demokratów. W 2007 także z ramienia LiD startował do Senatu, zajmując przedostatnie, 6. miejsce. W 2010 został radnym Nowego Sącza z ramienia Platformy Obywatelskiej. W 2014 bezskutecznie ubiegał się o reelekcję z listy Koalicji Nowosądeckiej.
Członek Stowarzyszenia Nowosądecka Wspólnota.